# Yves (Charente-Maritime)
Yves ist eine französische Gemeinde mit 1.508 Einwohnern (Stand: 1. Januar 2022) im Département Charente-Maritime in der Region Nouvelle-Aquitaine. Yves gehört zum Arrondissement La Rochelle und zum Kanton Châtelaillon-Plage. Die Einwohner werden Yvéens genannt.

## Geographie
Yves liegt am Atlantischen Ozean. Umgeben wird Yves von den Nachbargemeinden Châtelaillon-Plage im Nordwesten und Norden, Saint-Vivien im Norden, Thairé im Nordosten, Ballon im Osten, Breuil-Magné im Südosten, Saint-Laurent-de-la-Prée im Süden sowie Fouras im Südwesten.
Die Route nationale 137 durchquert die Gemeinde.

### Gemeindegliederung
- Le bourg, hier befindet sich die Kirche
- Le Marouillet, hier befindet sich die Mairie und die Schule
- Voutron, ehemals selbständige Gemeinde, die 1823 zu Yves kam
- Les Boucholeurs gehört teilweise zu Yves
- La Cabane-des-Sables
- Les Trois-Canons

## Bevölkerungsentwicklung
| Jahr                       | 1962 | 1968 | 1975 | 1982 | 1990 | 1999 | 2006 | 2019 |
| Einwohner                  | 514  | 504  | 531  | 807  | 893  | 1057 | 1359 | 1490 |
| Quellen: Cassini und INSEE |      |      |      |      |      |      |      |      |

## Sehenswürdigkeiten

Kirche Saint-Étienne

- Kirche Saint-Étienne
- Schloss Le Passage
- Reste des Atlantikwalls

## Persönlichkeiten
- Sophie Blanchard (1778–1819), Ballonfahrerin